# La Loi des colts
Pour plus de détails, voir Fiche technique et Distribution.
La Loi des colts (E venne il tempo di uccidere) est un western spaghetti italien réalisé par Enzo Dell'Aquila et sorti en 1967,.

## Synopsis
Burt Donen se rend dans une ville à la frontière mexicaine. Elle est le théâtre d'affrontements sanglants entre deux clans rivaux, les Triana et les Mulligan. Le shérif Donnell a gagné le surnom de « Tequila Joe » puisqu'il est constamment ivre mort depuis que son petit frère a été assassiné et observe passivement les passe d'armes entre les deux clans. Néanmoins, il accepte de prendre Burt Donen comme adjoint. Lorsque les violences deviennent plus meurtrières encore, Burt tente en vain de faire appel au sens de l'honneur de Donnell et à son courage antérieur. Puis Burt essaie de mettre un terme aux violences lui-même, mais échoue dans ses tentatives de médiation. Lorsque la fille de Mulligan est enlevée et réapparaît plus tard blessée et violée, les deux parties se préparent à un combat à mort. Burt demande de l'aide à l'armée, et engage lui-même toutes ses forces pour éviter le pire. Avec l'aide du shérif qui a retrouvé un peu de son courage d'antan, il fait le ménage parmi les bandits et parvient enfin à tuer Mulligan en duel. Finalement, Joe Donnell s'aperçoit que Burt est en fait le jeune frère qu'il croyait mort.

## Fiche technique
Sauf indication contraire, les informations mentionnées dans cette section peuvent être confirmées par la base de données cinématographiques Unifrance,  présente dans la section « Liens externes ».
- Titre français : La Loi des colts ou Et vint le temps de tuer[3]
- Titre original italien : E venne il tempo di uccidere[4]
- Réalisation : Enzo Dell'Aquila (sous le nom de « Vincent Eagle »)
- Scenario : Fernando Di Leo, Enzo Dell'Aquila
- Photographie :	Rino Filippini
- Montage : Luciano Anconetani
- Musique : Francesco De Masi
- Décors : Luciano Anconetani
- Costumes : Angiolina Menichelli
- Production : Renzo Renzi, Otella Cocchi
- Société de production : C.R. Cinematografica
- Pays de production :  Italie
- Langue originale : italien
- Format : Couleur par Eastmancolor - 1,85:1 - Son mono - 35 mm
- Durée : 95 min (1 h 35[4])
- Genre : Western spaghetti
- Dates de sortie :
  - Italie : 5 avril 1968
  - France : 13 décembre 1972[3]

## Distribution
- Jean Sobieski : Shérif adjoint Burt Donen
- Dragomir Bojanić (sous le nom de « Anthony Ghidra ») : Shérif Donnell, dit « Tequila Joe »
- Mimmo Palmara (sous le nom de « Dick Palmer ») : Manuel Triana
- Furio Meniconi : Rock Mulligan
- Felicita Fanni (sous le nom de « Felicita Fanny ») : Consuela
- Mimo Billi : Rodriguez
- Fidel Gonzáles : L'artiste
- Claudio Ruffini : Un acolyte de Mulligan
- Gilberto Galimberti: L'homme de main de Triana
- Raoul Amari
- Remo Capitani : Un acolyte de Triana
- Giovanni Ivan Scratuglia : Un acolyte de Mulligan
- Paolo Figlia (sous le nom de « Frank Fargas ») : Un acolyte de Mulligan
- Fortunato Arena : Un acolyte de Mulligan
- Max Fraser : Le télégraphiste
- Luciano Doria (it) : Un acolyte de Mulligan
- Leonora Ruffo : La fille de Mulligan